# Часослов Фарнезе
«Часослов Фарнезе» (итал. Libro d'ore Farnese, англ. The Farnese Hours) — иллюминированный манускрипт 1546 года, созданный в Риме ренессансным художником Джулио Кловио для кардинала Алессандро Фарнезе. На создание часослова, по свидетельству Вазари, у художника ушло 9 лет. Находился в неаполитанском музее, в 1903 г. приобретён Дж. П. Морганом.
Манускрипт является одним из последних образцов искусства книжной миниатюры и, пожалуй, самым известным произведением подобного рода в эпоху Ренессанса. Его уникальность состоит в том, что он принадлежит уже к маньеристической эпохе, а не средневековой, и явился, по сути, анахронизмом, созданным уже после наступления эпохи книгопечатания.

## История

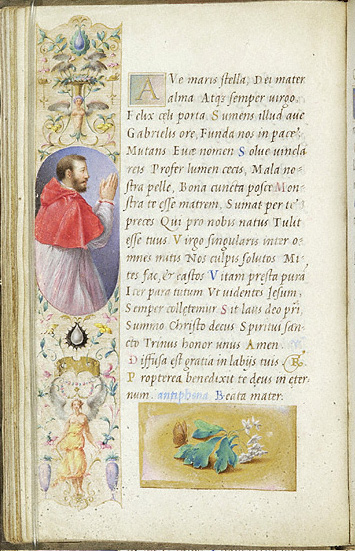
Страница часослова с портретом кардинала Фарнезе, на илл. справа — разворот «Поклонение пастухов» и «Грехопадение»

Джулио Кловио, автор манускрипта, находился на службе у кардинала с конца 1530-х гг. и работал практически исключительно на него в течение последующих 40 лет. Алессандро Фарнезе являлся в середине XVI века самым крупным частным коллекционером искусства и меценатом.
Часослов стал одним из двух произведений искусства, отдельно упомянутых в завещании кардинала Фарнезе: он пожелал, чтобы манускрипт вечно хранился в семье его наследников и никогда не покидал дворца Фарнезе. Книга принадлежала его семье до пресечения рода в 1731 г., после чего её унаследовали новые обладатели Неаполя — испанские (сицилийские) Бурбоны, потомки Фарнезе по женской линии.
После кардинала Алессандро Фарнезе, часословом владел его внук, кардинал Одоардо Фарнезе; затем герцог Пармский, также носивший имя Одоардо Фарнезе. После смерти в XVIII веке Франческо Фарнезе, 7-го герцога Пармы, нарушившего первое из условий завещания (перевёз его в Парму, в кабинет герцогской галереи), часослов отошёл Изабелле Фарнезе, ставшей супругой Филиппа V, короля Испании; у матери манускрипт унаследовал король Карлос III, отдавший его своему третьему сыну, Фердинанду I, королю Обеих Сицилий. Затем книгой владел его сын сицилийский король Франциск I, следом — последний король Сицилии Франциск II, изгнанный и потерявший корону.
Его наследник и единокровный брат Альфонс де Бурбон продал книгу в Вене, где она была затем приобретена у франкфуртской фирмы J.&S.Goldschmidt знаменитым американским миллионером Дж. П. Морганом в 1903 г. за сумму в £22,500, увезена в Нью-Йорк и в настоящий момент находится в музее, основанном Морганом.

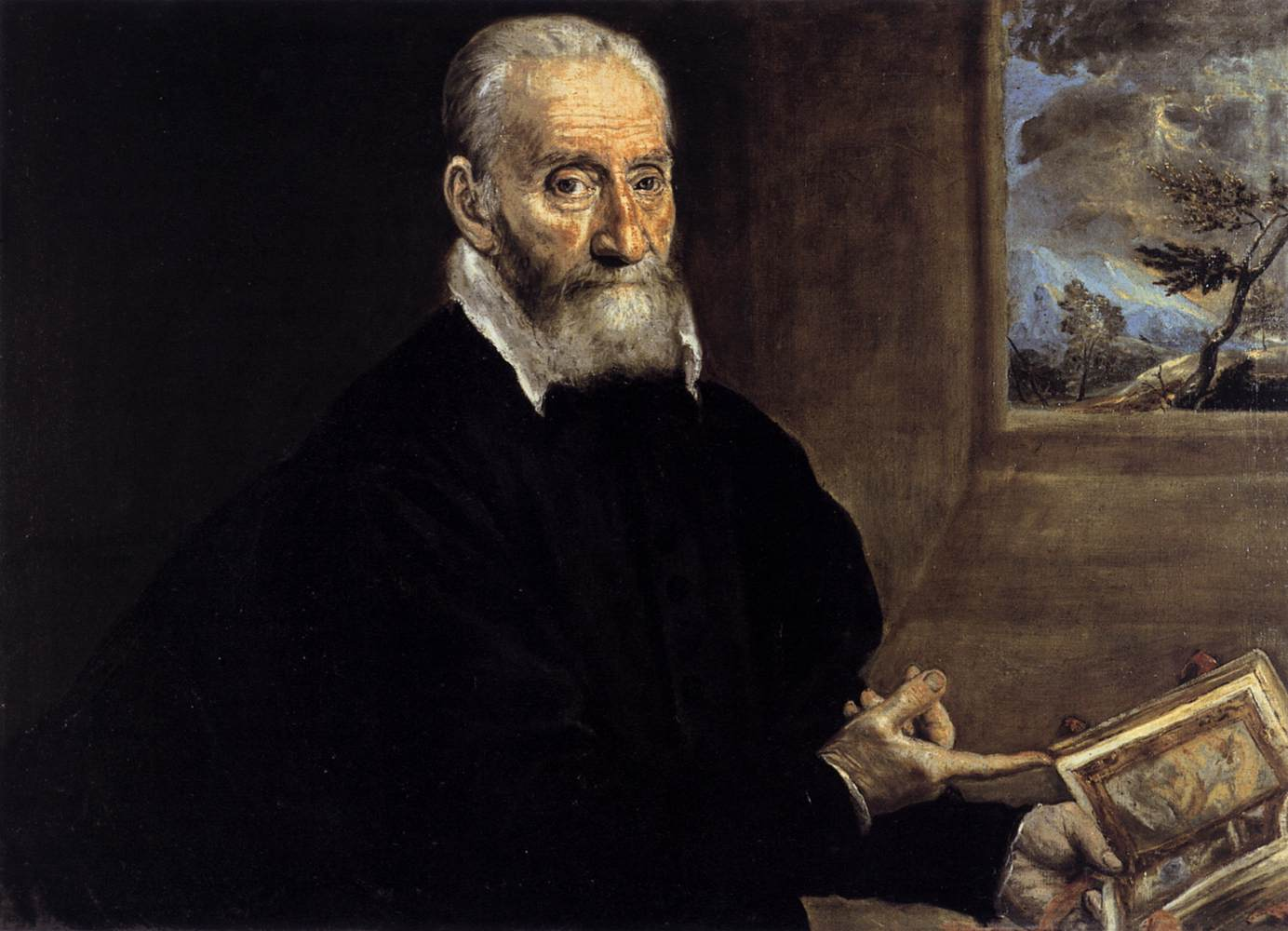
«Портрет Джулио Кловио» кисти Эль Греко. В руках Кловио — часослов Фарнезе, написанный в первоначальном красном переплёте, без серебра, добавленного в XVII веке. Книга раскрыта на развороте Fols. 59v-60r: «Сотворение мира» и «Святое семейство»

## Описание
Манускрипт содержит 114 страниц, текст, написанный на латыни, 37 страниц с текстом, украшенных небольшими иллюстрациями и 26 отдельных полностраничных миниатюр.
26 полностраничных миниатюр, находящихся на развороте, демонстрируют уникальное совершенство ренессансных и маньеристических элементов. Художником использована тонкая позолота и яркие краски. Все миниатюры написаны по одинаковой типологии — сцена из Ветхого Завета находится напротив эпизода из Нового Завета. Они обрамлены богатыми архитектурными бордюрами, заполненными обнажённой натурой, цветами и масками.
Другой элемент часослова — 37 текстовых страниц, украшенных орнаментами и изображениями ландшафтов, натюрмортов и портретами, а также гротесками. Каллиграфический текст манускрипта был написан Франческо Монтерчи (Francesco Monterchi), секретарем Пьер Луиджи Фарнезе, отца кардинала, шрифт — курсив, cancelleresca formata.
В отличие от средневекового способа компоновки листа, в часослове Фарнезе текст и иллюстрации не являются целиком взаимосвязанными друг с другом. Наоборот, миниатюры подчас трактуются как отдельные «картины» в собственных рамах. Скорее всего, за образец для подражания Кловио взял Микеланджело и Рафаэля, в частности мощные человеческие фигуры Кловио напоминают обнаженных Сикстинской капеллы. Сам же стиль Кловио близок к манере Пармиджанино, а также испытал влияние Джулио Романо.
Сохранилось несколько подготовительных графических листов, созданных Кловио при работе над часословом.

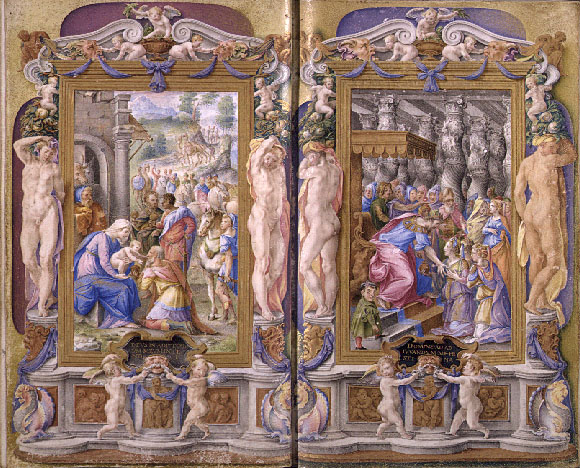
«Поклонение волхвов» и «Соломон и царица Савская»

## Художественная ценность
Часослов считается шедевром Кловио. В своих миниатюрах он смог достичь таких вершин мастерства, что заслужил от современников эпитетов «нового Микеланджело» и «Рафаэля миниатюр».
Часослов был сразу же высоко оценен современниками. Вазари пишет о нём, как об одном из шедевров Рима и рассказывает, что Кловио в старости получал величайшее удовольствие, показывая манускрипт посетителям, желающим его увидеть. Кроме того, Вазари характеризует его скорее как произведение божественное, чем человеческое (che ella pare cosa divina e non umana).
В последующие годы слава манускрипта, равно как и репутация Кловио как художника, перестали быть такими яркими, поскольку главное произведение мастера хранилось в частном собрании и было недоступным для обозрения ценителями.